# Костур (Пирот)
Костур је насеље Града Пирота у Пиротском округу. Према попису из Према попису из 2022. има 203 становника (према попису из 2002. било је 311 становника).
Овде се налази Врело Костур.

## Положај
Село Костур смештено је у једној благој ували на западном рубу пиротског насеља Барја на северозападном делу пиротске котлине. Село је збијеног типа. Куће су смештене и збијене у малим авлијама (двориштима), и то углавном поред пута. Улице су уске и кривудаве. Врло су постојане јер село је смештено на каменитом терену. У време суше никада није било много прашине, а у време кише није било блата. Сада су све улице и сви сокаци асфалтирани, средствима из самодоприноса грађана и њиховим личним радом, тако да је угодно ићи њима и ноћу јер је уведено и улично осветљење. Село је лоцирано на јужном ободу локалитета Рудине. Рудина је природна каменита · кречњачка греда која се наставља и пружа од планинских узвишења на западу атара села Костура од 3 км и губи се у атару суседног села Блата.
Рудине представља природну препреку, али не непремостиву између Костурског поља које је део Пиротске котлине и локалитета Река. Реку чине обрадиве површине на левој обали Пасјачке реке северозападно од Рудине а које су део Костурског атара.
Село Костур има више мала или засеока: Средсело (центар села), Аџијско гувно, Миљћевац, Доња мала, Горња мала, Велковски и Каменосвски крај и Бистар. Костур нема повољан саобраћајни положај јер се налази западно од села
Блата на 500 м. Кроз Блато пролази пут првог реда од Пирота до Бабушнице и даље према Лесковцу. Међутим, Костур није изоловано село, али он је макадамским путем повезан са Расницом и Барје Чифликом, а преко Блата са осталим селима лоцираним у северозападном делу Пиротске котлине повезан је асфалтним путевима. Кад се иде путем од Блата ка Костуру, село се не види у целини, јер се налази у благој ували, али се вили са локалитета Брег.

## Историја
У атару села Костура постоје извесни показатељи и индикације да је ту у доба Римљана сигурно постојала Mutatio, војничка тврђава или трговачка станица са одморном запрегом. На локалитету самог села, а и широј околини, грађани Костура налазе зидине од камена у којима се малтер потпуно скаменио (стари Римљани су малтер за изградњу тврђава правили од креча и јаја).
Костур, Блато, Понор и Расница значајно се помињу у турским тефтерима половином XV века, Пасјач, Присјан, Мали Суводол и Велики Суводол помињу се у другој половини XVI века, а Барје Чифлик и Војници помињу се касније у време турске окупације.
Костур је постојао и раније, али се званично помиње 1447. у попису Тимара нахије "Висока" и "Знепол", као и тимар Сака Караџе.
За време Источне кризе место је са целим (срез Лужнички) крајем од Турака ослободила српска војска. Председник општине Костур, Таса Илић са 195 представника села среза Лужничког је 20. фебруара/4. марта 1878. године послао писмо из Чивлика, српском кнезу Милану Обреновићу. У свом обраћању молили су да их кнез узме у своју заштиту од Бугара; да села припадну кнежевини Србији. Костур је 1879. године имао 53 куће са 337 душа, међу њима су четири писмена човека а број пореских глава је износио 72.
Село Костур од 1878. године је било средиште Суда костурске општине, односно било је административни центар за села у околини.

## Демографија
У насељу Костур живи 270 пунолетних становника, а просечна старост становништва износи 50,9 година (48,5 код мушкараца и 53,3 код жена). У насељу има 128 домаћинстава, а просечан број чланова по домаћинству је 2,43.
Ово насеље је великим делом насељено Србима (према попису из 2002. године), а у последња три пописа, примећен је пад у броју становника.
|  |

| Демографија | Демографија | Демографија |
| Година      | Становника  | Становника  |
| ----------- | ----------- | ----------- |
| 1948.       | 836         |             |
| 1953.       | 811         |             |
| 1961.       | 700         |             |
| 1971.       | 618         |             |
| 1981.       | 513         |             |
| 1991.       | 416         | 409         |
| 2002.       | 311         | 322         |
| 2011.       | 245         |             |
| 2022.       | 203         |             |

| Етнички састав према попису из 2002.‍ | Етнички састав према попису из 2002.‍ | Етнички састав према попису из 2002.‍ | Етнички састав према попису из 2002.‍ | Етнички састав према попису из 2002.‍ |
| ------------------------------------ | ------------------------------------ | ------------------------------------ | ------------------------------------ | ------------------------------------ |
|                                      |                                      |                                      |                                      |                                      |
| Срби                                 | Срби                                 |                                      | 306                                  | 98,39%                               |
| Роми                                 | Роми                                 |                                      | 34                                   | 0,64%                                |
| Македонци                            | Македонци                            |                                      | 1                                    | 0,32%                                |
| непознато                            | непознато                            |                                      | 0                                    | 0,0%                                 |

| Година пописа     | 1948. | 1953. | 1961. | 1971. | 1981. | 1991. | 2002. |
| ----------------- | ----- | ----- | ----- | ----- | ----- | ----- | ----- |
| Број домаћинстава | 143   | 151   | 156   | 158   | 159   | 145   | 128   |

| Број чланова      | 1  | 2  | 3  | 4  | 5  | 6 | 7 | 8 | 9 | 10 и више | Просек |
| ----------------- | -- | -- | -- | -- | -- | - | - | - | - | --------- | ------ |
| Број домаћинстава | 30 | 57 | 11 | 17 | 12 | 1 | 0 | 0 | 0 | 0         | 2,43   |

| Пол    | Укупно | Неожењен/Неудата | Ожењен/Удата | Удовац/Удовица | Разведен/Разведена | Непознато |
| ------ | ------ | ---------------- | ------------ | -------------- | ------------------ | --------- |
| Мушки  | 141    | 35               | 88           | 13             | 3                  | 2         |
| Женски | 141    | 13               | 87           | 38             | 3                  | 0         |
| УКУПНО | 282    | 48               | 175          | 51             | 6                  | 2         |

| Пол    | Укупно                    | Пољопривреда, лов и шумарство | Рибарство                            | Вађење руде и камена | Прерађивачка индустрија       |
| ------ | ------------------------- | ----------------------------- | ------------------------------------ | -------------------- | ----------------------------- |
| Мушки  | 56                        | 10                            | 0                                    | 0                    | 26                            |
| Женски | 31                        | 11                            | 0                                    | 0                    | 15                            |
| УКУПНО | 87                        | 21                            | 0                                    | 0                    | 41                            |
| Пол    | Производња и снабдевање   | Грађевинарство                | Трговина                             | Хотели и ресторани   | Саобраћај, складиштење и везе |
| Мушки  | 0                         | 7                             | 3                                    | 1                    | 2                             |
| Женски | 0                         | 0                             | 1                                    | 2                    | 1                             |
| УКУПНО | 0                         | 7                             | 4                                    | 3                    | 3                             |
| Пол    | Финансијско посредовање   | Некретнине                    | Државна управа и одбрана             | Образовање           | Здравствени и социјални рад   |
| Мушки  | 0                         | 0                             | 1                                    | 2                    | 0                             |
| Женски | 1                         | 0                             | 0                                    | 0                    | 0                             |
| УКУПНО | 1                         | 0                             | 1                                    | 2                    | 0                             |
| Пол    | Остале услужне активности | Приватна домаћинства          | Екстериторијалне организације и тела | Непознато            | Непознато                     |
| Мушки  | 3                         | 0                             | 0                                    | 1                    | 1                             |
| Женски | 0                         | 0                             | 0                                    | 0                    | 0                             |
| УКУПНО | 3                         | 0                             | 0                                    | 1                    | 1                             |